# 卷筒

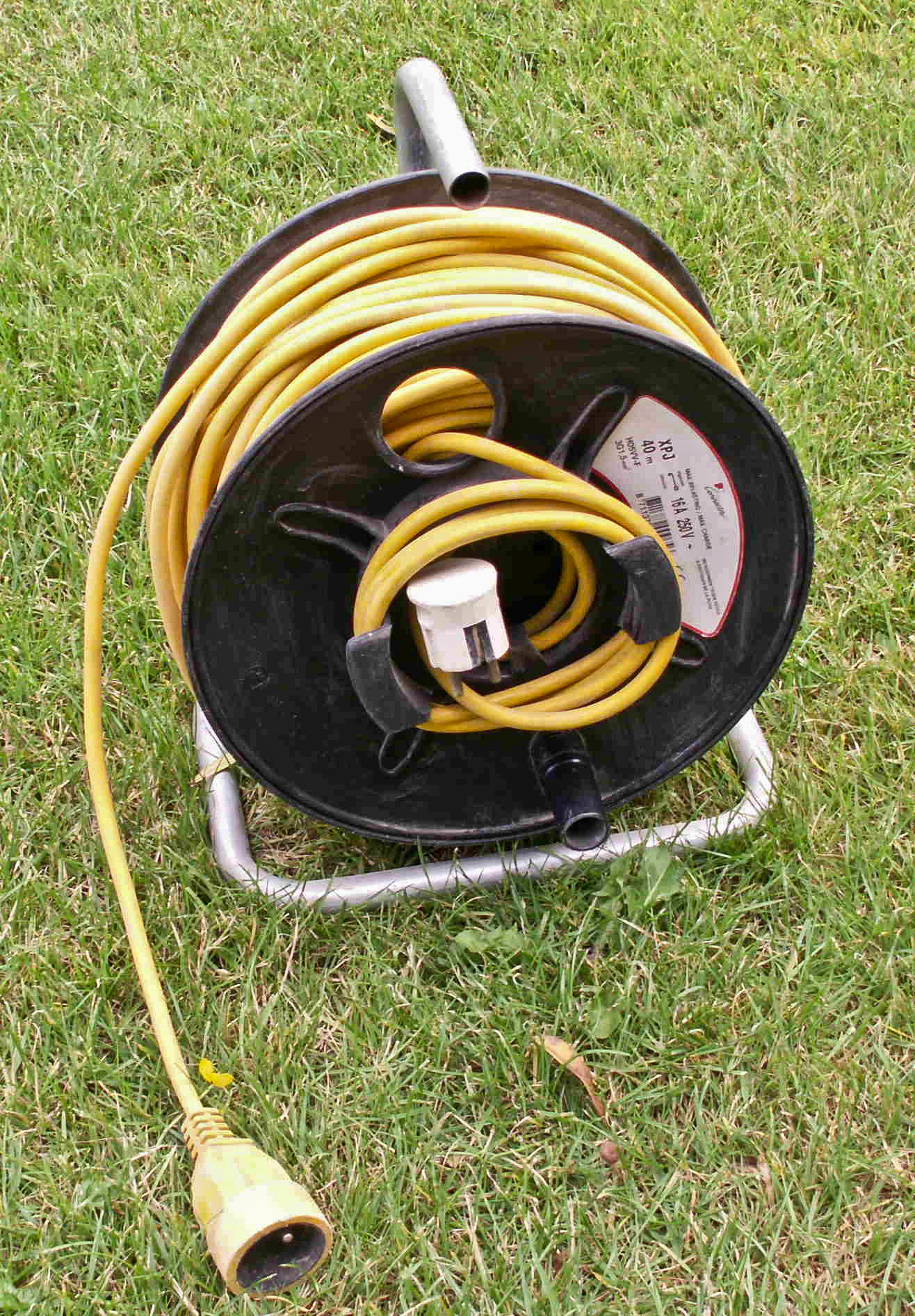
缠有电缆的卷轮

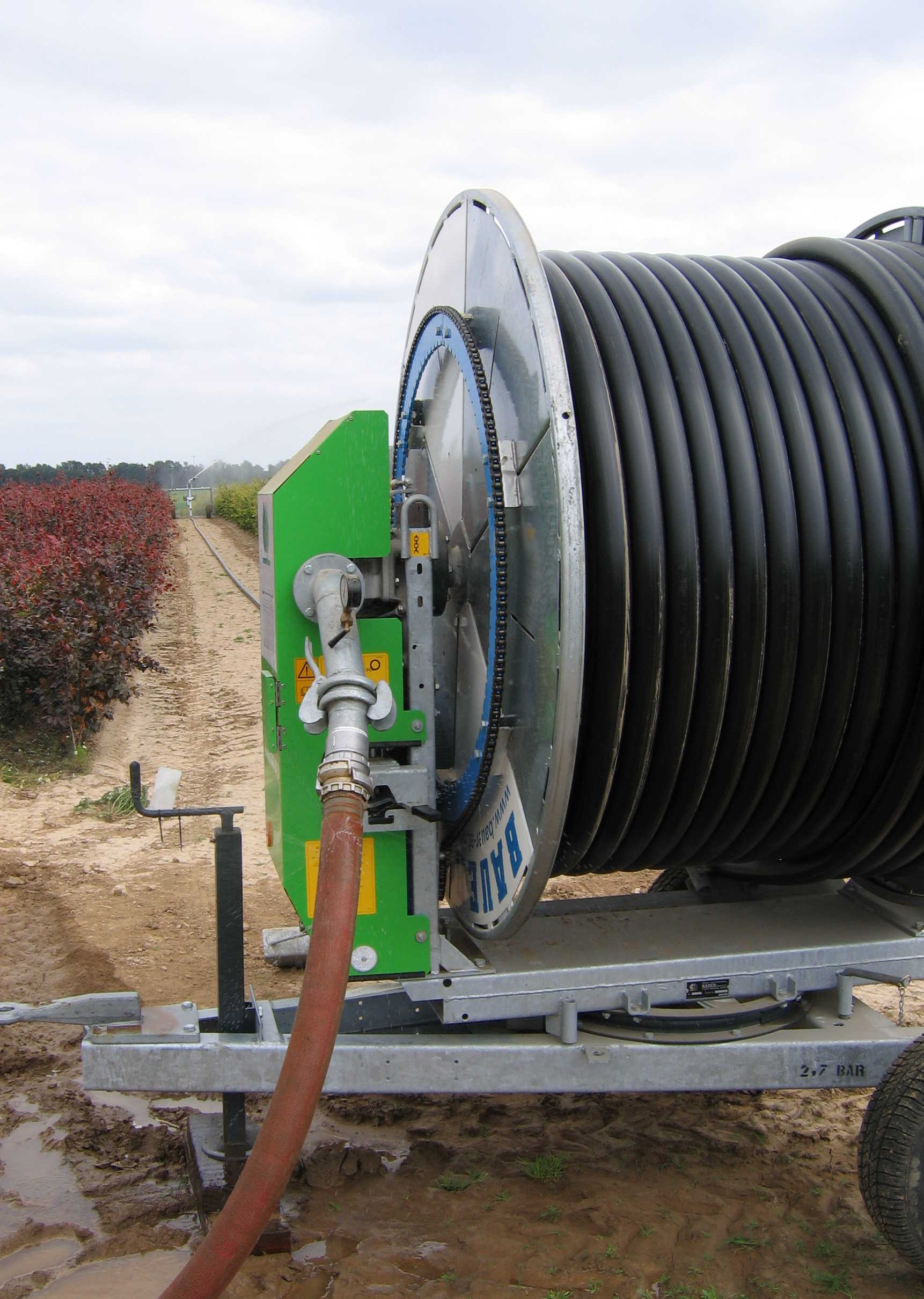
储存灌溉软管的卷轮

卷筒（reel）是用来缠绕并储存其它细长、柔软物体的工具，通常结构是一个圆柱形内轴的两端配有防止缠绕物滑脱的凸缘，从侧面看呈“H”形。

## 例子

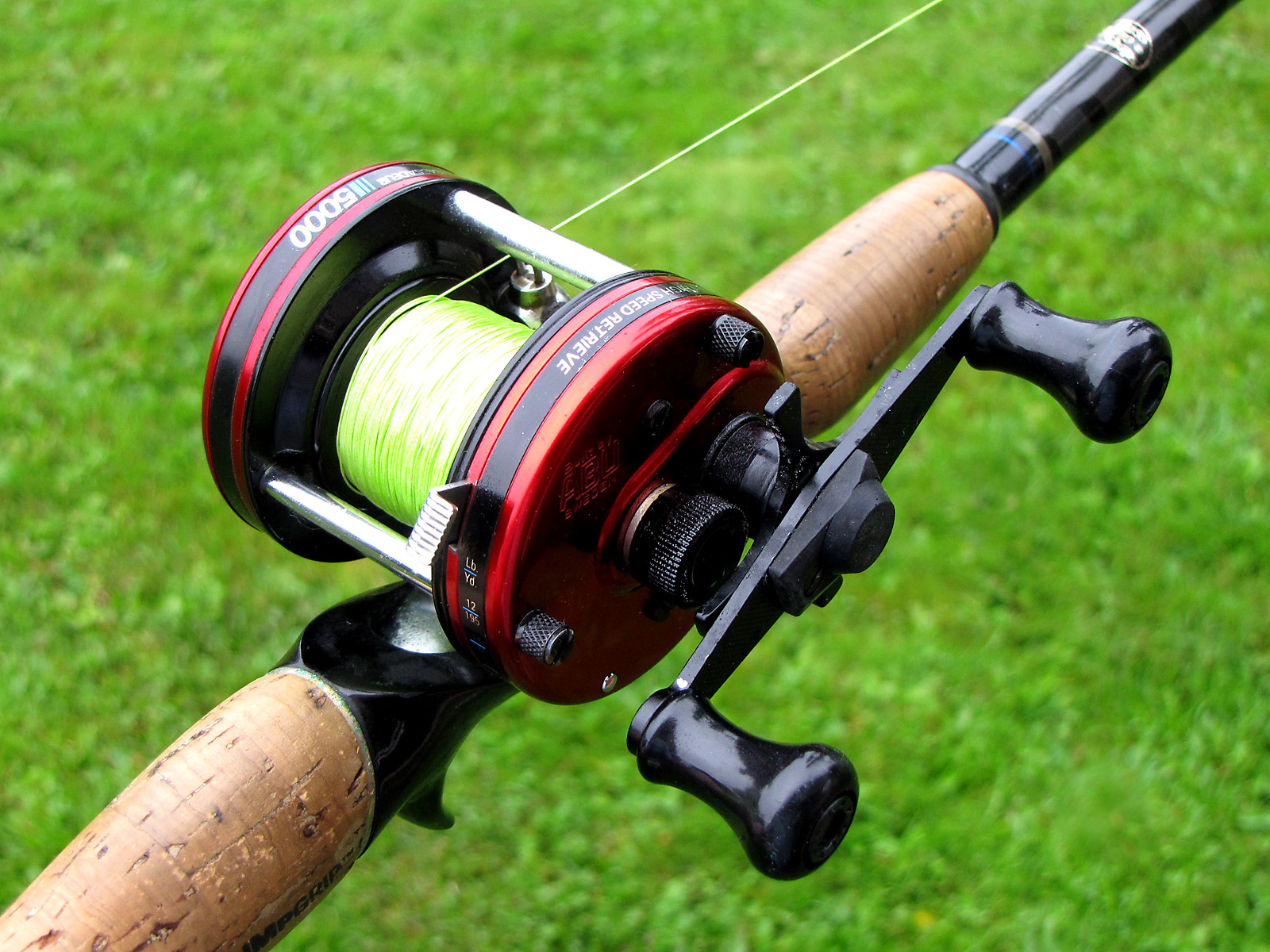
钓鱼用的卷线器

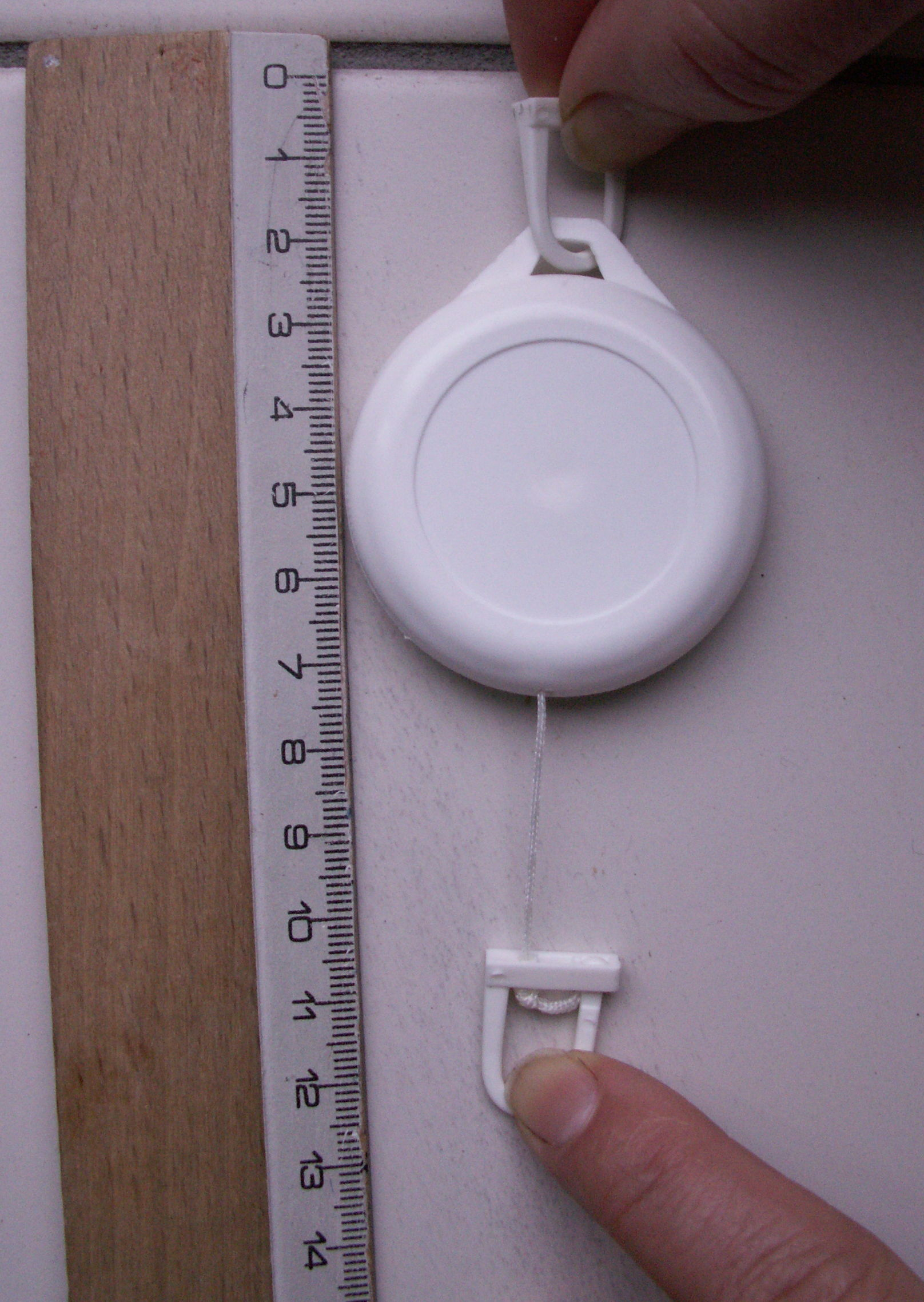
伸缩扣

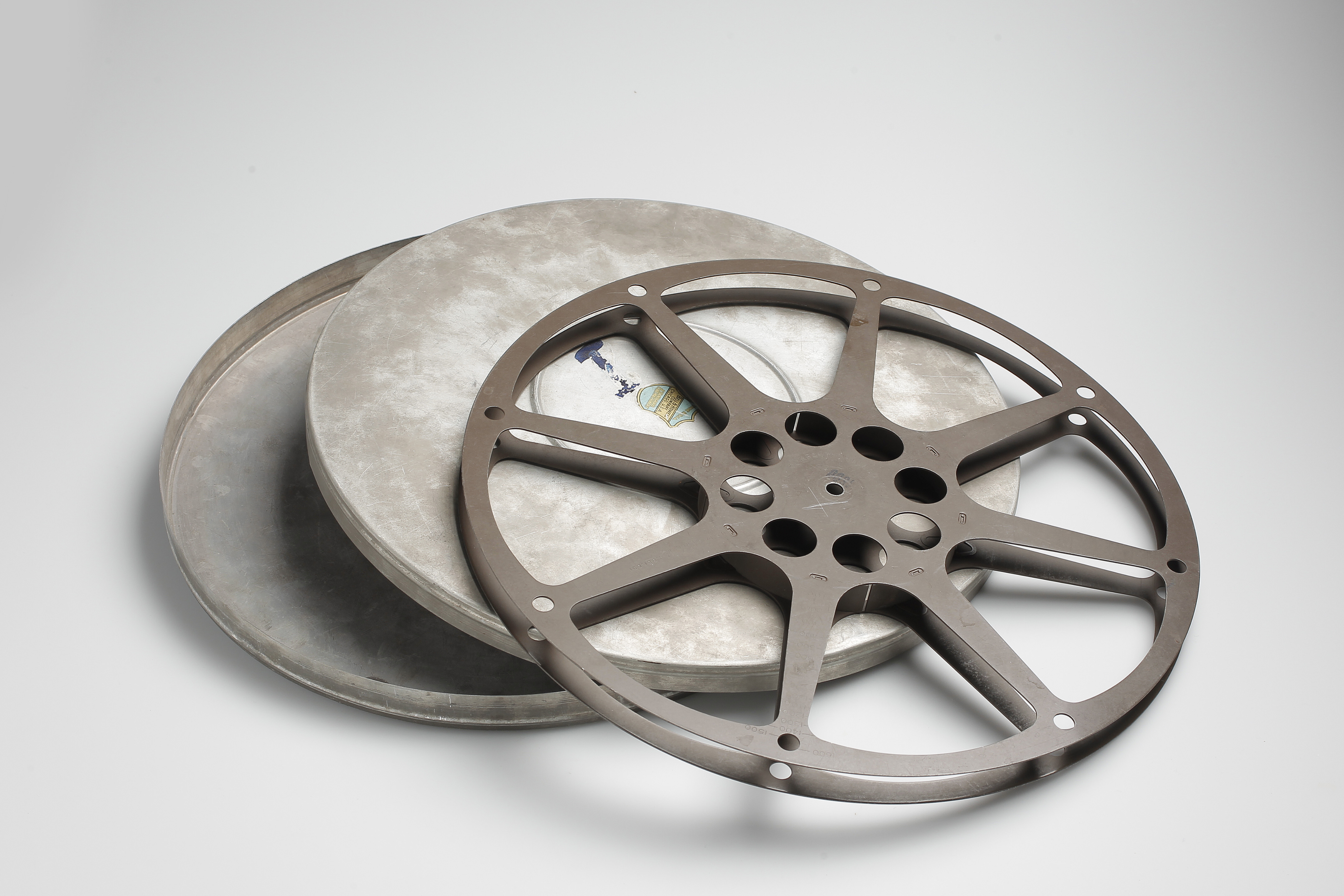
用来装电影胶片的金属卷轮

- 运输和储存电缆的线轮；
- 航船靠岸、起帆时使用的绞盘；
- 园艺中用来储存浇水软管的卷筒；
- 钓鱼卷线器：安装在鱼竿上收放鱼线；
- 电影和摄影胶卷；
- 录音磁带；
- 放风筝使用的线轮；
- 纺织业使用的纺车线轮和纺锤
- 缝纫时用来缠缝衣线的线轴；
- 可伸缩卷尺；
- 用来挂名签的伸缩扣；
- 潜水时用来收放安全索的绳轮[1]。